# Ефимовский, Евгений Амвросиевич
Евгений Амвросиевич Ефимовский (21 января 1885, Елисаветград, Херсонская губерния — 4 сентября 1964, Шелль, метрополия Франции) — русский общественно-политический деятель, журналист, редактор и адвокат. Участник Первой мировой войны. В 1918 году возглавлял «Русский союз на Украине». Принадлежал к партии конституционных демократов. В эмиграции принимал участие в общественной деятельности, связанной с монархическим движением.

## Биография

### Ранние годы
Родился 21 января (по другим данным — сентября) 1885 года в Елизаветграде Херсонской губернии. По отцовской линии — орловский потомственный дворянин, по материнской — черниговский казак-земледелец.
Отец — Амвросий Иванович Ефимовский, потомственный дворянин, юрист. Являлся следователем по особо важным делам в Елисаветградском окружном суде. Создал библиотеку при суде, имел чин действительного статского советника и был удостоен ордена Святого Владимира 4-й степени. Мать — педагог, основавшая женскую частную гимназию в Елизаветграде.
Окончил гимназию в Елисаветграде. Учился на юридическом и историко-филологическом факультетах Московского университета. Одним из его преподавателей был историк Василий Ключевский.
Входил в состав Московского городского комитета Конституционно-демократической партии, где занимал пост председателя студенческой фракции. Принадлежал к правому крылу партии, был сторонником конституционной монархии и участвовал в славянском движении. Служил присяжным поверенным.

### Деятельность в Киеве
Во время Первой мировой войны окончил Александровское военное училище. Сражался на Румынском фронте до конца 1917 года. После распада фронта оказался в Киеве, где влился в местную общественную жизнь. Свою национальную принадлежность в этот момент он описывал так «Я сам не чувствовал себя ни „кацапом“, ни „хохлом“, а просто — русским. По лекциям Ключевского я знал, что с точки зрения этнологической малороссы более русские, чем сами великороссы. Но в Москве я чувствовал себя больше дома, чем в Киеве, и это при том условии, что я Киев обожал, а Москву любил».
Весной 1918 года во время немецкой оккупации Украины сыграл одну из ключевых ролей в объединении сторонников «великороссов» и «малороссов» в общую организацию, названной «Русский союз на Украине». Ефимовский был избран председателем Временного, а затем Главного совета союза. Служил юрисконсультом при Министерстве по великорусским делам Украинской Народной Республики.
После разгона Центральной рады и установления власти гетмана Павла Скоропадского, представители кадетов приняли решение присоединиться к его правительству. На партийном съезде Ефимовский отстаивал противоположную позицию, считаю, что поддержка прогерманского украинского правительства будет противоречить верности союзникам по Антанте и принципу единства России.
В результате этого Ефимовский сложил с себя полномочия председателя «Русского союза» и вышел из совета организации. После этого он стал одним из ведущих сотрудников газеты «Голос Киева», издававшейся «малороссами», а в июне 1918 года возглавил общество «Русь», созданное русскими националистами, ориентированными на Белое движение.
В 1918 году также возглавлял конституционное крыло Общемонархического фронта. На начало 1918 года — редактор одесских газет «Россия» и «Южная Русь».

### Эмиграция
В 1919 году выехал за границу в составе делегации, представлявшей командование Добровольческой армии. После пребывания в Праге и Берлине, в 1923 году поселился в Париже. Занимался журналистикой, стал основателем Союза народно-конституционных монархистов.
Участвовал в деятельности Общества монархистов-легитимистов. Член Союза русских адвокатов за границей.
Являлся редактором в парижских газетах «Родина» (1925) и «Грядущая Россия» (1934). Участвовал в деятельности «Русской газеты» (1923—1925), журнала «Театр и жизнь» (1928—1934). Выступал с докладами на собраниях Союза русских адвокатов за границей, Союза младороссов и Российского союза верноподданных.
Во время Второй мировой войны был арестован нацистскими властями и провёл несколько месяцев в заключении. После окончания войны активно продолжал деятельность в монархическом движении. В 1948 году стал председателем Народно-монархического союза, а позднее — почётным председателем Российского монархического объединения.
В 1948 году вошёл в состав правления Российского эмигрантского центра во Франции, а в 1951 году возглавил исполнительное бюро Отечественного союза. С 1952 года — председатель Российского общемонархического движения.
В 1952 году Отечественный союз, а в 1958 году — Союз русских дворян организовали его чествование в знак признания многолетней общественной и литературной деятельности. В 1954 году Ефимовский выступил на собрании Союза русских дворян со своими воспоминаниями.
Редактор журнала «Русский путь» (1957—1978). Сотрудничал с газетой «Русское воскресенье» (1954—1960) и журналом «Возрождение».
Последние годы жизни провёл в Русском доме в Шелле близ Парижа. Скончался 4 сентября 1964 года в Шелле, где и был похоронен на местном кладбище. Позднее был перезахоронен на кладбище Сент-Женевьев-де-Буа.
В 1994 году в Париже вышли двухтомные воспоминания Евгения Ефимовского.

## Семья
Супруга — пианистка, хормейстер Зоя Григорьевна Ефимовская (1898—1984), урождённая Ушакова.
Дочь — физик Ольга Евгеньевна Ефимовская (1924—2021). Доктор физических наук с 1958 года.